# Мартини, Карло Мария
Карло Мария Мартини (итал. Carlo Maria Martini; 15 февраля 1927, Турин — 31 августа 2012, Галларате) — итальянский кардинал, иезуит. Архиепископ Милана с 6 января 1980 по 11 июля 2002. Кардинал-священник с титулом церкви Санта-Чечилия со 2 февраля 1983.
Часто рассматривался как один из наиболее «прогрессивных» членов Коллегии кардиналов. Кардинал Мартини получил широкую известность благодаря своим всесторонним и непредвзятым работам, популярным в одних кругах и пользующихся дурной славой — в других.

## Образование
Мартини вступил в иезуитский орден в 1944 году, был рукоположён во священники 13 июля 1952 года архиепископом Турина кардиналом Маурилио Фоссати. В 1958 году получил учёную степень доктора богословия (диссертация по фундаментальной теологии) в Папском Григорианском университете. В 1962 году стал профессором текстовой критики в Папском библейском институте, специализированном учреждении Григорианского университета. Ректором этого института Мартини был назначен в 1969 году. с 1969 по 1978 год был ректором Папского библейского института. 18 июля 1978 года, при поддержке папы римского Павла VI, был избран великим ректором (лат. rector magnificus) Папского Григорианского университета. В течение этих лет он редактировал множество академических работ. Был единственным католиком в Экуменическом Комитете по подготовке греческого издания Нового Завета.

## Архиепископ Милана и кардинал

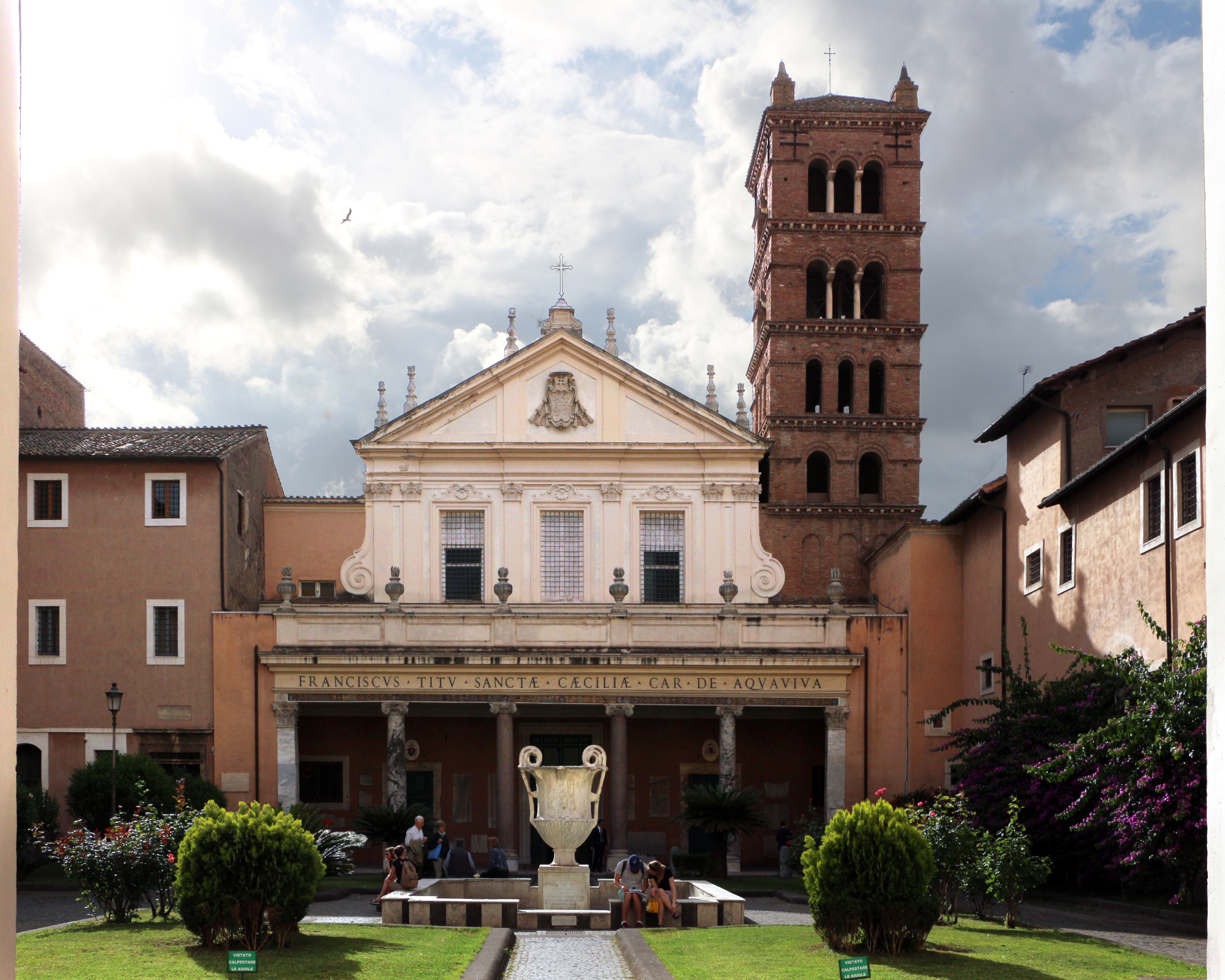
Церковь св. Цецилии в Трастевере, титульная церковь кардинала Мартини

29 декабря 1979 года папа римский Иоанн Павел II назначил Мартини архиепископом Милана, пост он принял после рукоположения в епископы, которое осуществил лично понтифик 6 января 1980 года в Ватикане. Таким образом его первое епархиальное назначение сразу было в один из самых больших и видных диоцезов. Возведён в сан кардинала на консистории 2 февраля 1983 года. Кардинал-священник с титулом церкви Санта-Чечилия (район Рима на западном берегу реки Тибр, к югу от Ватикана). В 1987—1993 годах Мартини был председателем Совета Конференций европейских католических епископов.

## Папабиль
В 2002 году кардиналу Мартини исполнилось 75 лет, возраст принудительной отставки в Церкви. Его преемником на посту архиепископа Милана стал кардинал Диониджи Теттаманци. Во время Папского Конклава 2005 года Мартини было 78 лет, и, следовательно, он имел право голосовать за нового понтифика. В течение многих лет часть католиков считала, что именно кардинал Мартини может быть избран папой. Однако после смерти Иоанна Павла II, большинство специалистов сошлись во мнении, что его избрание маловероятно, принимая во внимание его либеральную репутацию и то, что он страдает от болезни Паркинсона. Тем не менее, если верить газете La Stampa, Мартини в ходе первого голосования на Конклаве получил большее количество голосов, чем кардинал Йозеф Ратцингер, будущий папа римский Бенедикт XVI (40 против 38). Правда есть и другие описания Конклава: например, анонимный кардинальский дневник сообщает, что Мартини никогда не набирал более дюжины голосов, в отличие от другого кардинала-иезуита, Хорхе Марио Бергольо из Буэнос-Айреса, и именно поэтому быстро отозвал свою кандидатуру.
15 февраля 2007 года кардиналу Мартини исполнилось 80 лет, и он потерял право участвовать в Конклаве.

## Либеральные взгляды
В апреле 2006 года, в ответ на вопрос журналиста, Мартини заявил, что в некоторых случаях использование презервативов среди супружеских пар, где один из супругов имеет ВИЧ/СПИД, чтобы предотвратить его передачу партнёру, могло бы быть «меньшим злом». Однако он быстро оговорился, что одно дело потворствовать этому «меньшему злу» в таких случаях, и совсем другое для церкви — содействовать использованию презервативов. Официальная доктрина Католической церкви гласит, что с ВИЧ нужно бороться воздержанием, и Церковь выступает против использования презервативов в любой ситуации.
Через несколько дней официальный Ватикан сообщил, что кардинал Мартини поторопился, и позиция Церкви в вопросе использования презервативов неизменна.
Кардинал Мартини, наряду с кардиналами Даннеелсом, Леманном и другими, находился в негласной оппозиции к папе Бенедикту XVI, не разделяющему их либеральные взгляды.
Карло Мария Мартини — лауреат премии принца Астурийского за достижения в области социальных наук (2000 год), почётный член Папской академии наук (2000 год).

## Кончина и погребение
Кардинал Карло Мария Мартини скончался 31 августа 2012 года во сне в 3:45 вечера, от болезни Паркинсона, в Aloisianum в Галларате. Заупокойная месса была отслужена в церкви Aloisianum в тот же день в 8:30 вечера. Кардинал отслужил свою последнюю Мессу утром 30 августа 2012 года. Кардинал Мартини попросил, чтобы на его могиле быть выбиты слова Псалма 119: Слово Твое — светильник ноге моей и свет стезе моей. Тело кардинала было выставлено в с полудня субботы, 1 сентября в кафедральном соборе Милана. Заупокойная месса была отслужена архиепископом Милана кардиналом Анджело Скола, в этом соборе в понедельник, 3 сентября, в 4 вечера. Премьер-министр Италии Марио Монти присутствовал на похоронах.